# Дабниште
Дабниште (мкд. Дабниште) је насеље у Северној Македонији, у јужном делу државе. Дабниште је насеље у оквиру општине Кавадарци.

## Географија
Дабниште је смештено у јужном делу Северне Македоније. Од најближег већег града, Кавадараца, насеље је удаљено 16 km јужно.
Насеље Дабниште се налази у историјској области Витачево. Село је положено са десне стране Црне реке, која је у овом делу изградњом бране претворена у вештачко Тиквешко језеро. Око насеља уздиже се брдско подручје Витачево. Насеље је положено на приближно 410 метара надморске висине. 
Месна клима је континентална. 

## Становништво
Дабниште је према последњем попису из 2002. године имало 27 становника.
Већинско становништво у насељу су етнички Македонци (96%), а остало су Срби.
Претежна вероисповест месног становништва је православље.